# 1920 na Alemanha
Esta é uma cronologia dos fatos acontecimentos de ano 1920 na Alemanha.

## Eventos
- 24 de fevereiro: O Partido dos Trabalhadores Alemães (DAP) é rebatizado para Partido Nacional Socialista Alemão dos Trabalhadores (NSDAP), mais conhecido como Partido Nazista.[1][2]
- 11 de julho: Num plebiscito da Prússia Oriental, a maioria dos eleitores vota para permanecer com uma parte da Alemanha.

## Nascimentos
- 24 de abril: Siegfried Breinlinger, comandante de U-Boot durante a Segunda Guerra Mundial.

## Mortes
- 31 de janeiro: Wilhelm Pfeffer, botânico (n. 1845).
- 14 de junho: Max Weber, sociólogo e economista (n. 1864).
- 13 de julho: Albert Zürner, saltador ornamental (n. 1890).
- 31 de agosto: Wilhelm Wundt, psicólogo e filósofo (n. 1832).